# Invasión dórica
La invasión dórica es un concepto utilizado por los historiadores de la Antigua Grecia para explicar la sustitución de los dialectos y las tradiciones preclásicas en el sur de Grecia por los que prevalecieron en la época Arcaica.
Cuenta la leyenda que los dorios tomaron posesión de la península del Peloponeso en un hecho conocido como el Regreso de los Heraclidas. Los estudiosos de la época Clásica vieron en esta historia un hecho real que llamaron invasión dórica. El significado del concepto ha variado con el tiempo y tanto historiadores como filólogos y arqueólogos lo han utilizado para explicar las discontinuidades culturales que se encuentran en sus respectivos campos de estudio. El momento de la llegada de los dorios a Creta tampoco está claro, aunque los dorios conquistaron algunos lugares como Lato.
A pesar de 200 años de investigación, la historicidad de la invasión dórica nunca ha sido establecida. Aunque ha permitido descartar otras posibilidades. La posibilidad de que ocurriera en realidad sigue abierta.

## El retorno de los Heraclidas
La antigua tradición cuenta que los descendientes de Heracles, exiliados después de su muerte, regresaron después de algunas generaciones, a fin de recuperar el dominio que su antepasado, Heracles, tenía en la península del Peloponeso. La Grecia a la que hacen referencia en el mito es la antigua civilización micénica. La historia del regreso de los Heraclidas es considerada legendaria, ya que muchos detalles difieren de un autor de la época a otro, por lo que se supone que un clan dominante declaró ser heredero del héroe griego Heracles para legitimar su poder.
La traducción regreso es completamente moderna, ya que en griego tiene una connotación diferente. En griego las palabras son katienai o katerchesthai, literalmente se traduciría como "bajar", "descender" o "ir abajo"; en el contexto de descender de las tierras altas a las tierras bajas, o el descenso del agua en una inundación. Nunca se usa para el retorno a casa, que es la palabra griego nostos (de esa palabra proviene la actual nostalgia) y esta palabra se utilizaría en la Odisea, para referirse al deseo de Odiseo de regresar a casa tras terminar la guerra de Troya. Los Heraclidas no vuelven al hogar, sino que bajan al Peloponeso a guerrear, lo que invita a la moderna traducción de invasión dórica.
Sin embargo, hay diferencias entre los Heraclidas y los dorios. El historiador George Grote resume la relación de la siguiente manera:

Heracles había prestado una inestimable ayuda al rey dorio Egimio, cuando este último fue forzado a luchar contra los lápitas. [...] Hércules derrotó a los lápitas, y mató a su rey Coronos; a cambio de lo cual Egimio le dio la tercera parte de todo su territorio, y nombró al hijo de Heracles, Hilo, como su hijo.
George Grote

En esa época, el Peloponeso era gobernado por los descendientes de Pélope y los Heraclidas (enemigos de los pelópidas) decidieron recuperar el territorio del que habían sido expulsados. Pero fueron derrotados por los jonios en el istmo de Corinto. Hilo desafió en un duelo singular a Equemo de Arcadia; si ganaba Equemo habría paz durante tres generaciones y si ganaba Hillo permitirían la recuperación del Peloponeso, al final, Hillo fue muerto por Equemo, rey de Tegea.
Tres generaciones después, una alianza entre los Heraclidas y los dorios ocupó el Peloponeso, un hecho que Grote denomina invasión victoriosa.

## El término «invasión»
La primera vez que se utilizó el término «invasión dórica» fue en la década de 1830; otra alternativa era «migración dórica». Por ejemplo, Thomas Keightly usó «migración dórica» en 1831 en Resumen de la Historia y en 1838 en Mitología en la Antigua Grecia e Italia utilizó «invasión dórica».

## Los griegos externos de Kretschmer
A finales del siglo XIX los trabajos lingüísticos de Paul Kretschmer trataron de explicar, en parte, la presencia de elementos subyacentes en el griego antiguo, así como la tradición de los pelasgos no grecoparlantes, que existían en bolsas entre los grecoparlantes. Kretschmer propuso que los griegos evolucionaron fuera de Grecia y que los principales grupos dialécticos también evolucionaron fuera de Grecia y que entraron mediante invasiones, que recluyeron en bolsas a los pelasgoparlantes. La invasión doria fue la última de estas oleadas de pueblos. Los manuales de historia griega hablan desde entonces de griegos que entran en Grecia. La debilidad de esta teoría radica en que requiere una Grecia invadida y requiere a la vez una Grecia donde el griego evolucionó y se desarrolló en dialectos contemporáneamente con una Grecia invadida. Sin embargo, ésta estaba ampliamente representada por evidencias de toda clase, pero no hay ninguna prueba de la Grecia donde el griego evolucionó.

### El origen de la lengua griega dentro de Grecia
El desciframiento del Lineal B trajo a la luz un estudio más profundo de la evolución del idioma griego y la teoría de que llegó a nacer dentro de Grecia a partir del siglo XX a. C. al fusionarse un sector de población indígena con otro sector de población de invasores —que Chadwick denomina «protogriegos»— que hablaban otra lengua. Así, el protogriego evolucionó en Grecia a partir del lenguaje de estos invasores, que tomó elementos de los idiomas pregriegos presentes allí. Por ejemplo, la palabra para ciprés —un árbol que no crece en áreas de fuertes heladas— es pregriega, y todavía evolucionó a formas dialectales. Los protogriegos sólo podrían haber encontrado esta palabra en Grecia. Dado que los dorios, por su dialecto, eran una rama de la estirpe griega, deberían, según esta teoría, proceder de algún lugar de dentro de Grecia, en concreto de la zona norte. Sin embargo, esto plantea una incógnita, puesto que no deben haber venido desde Tesalia ya que esta zona parece que formó parte de la civilización micénica, y con respecto a las zonas del noroeste (Etolia y Epiro), se trata de un área muy montañosa que se considera poco probable que pudiera albergar una población suficiente como para llegar a colonizar el sur de Grecia.

## Destrucción al final del Micénico IIIB
Mientras tanto, los arqueólogos estaban encontrando lo que parecía ser una ola de destrucción de palacios micénicos, pero existe controversia acerca de la autoría de las invasiones. Las tablillas de Pilos registran el envío de vigilantes de costa, por lo que se ha supuesto que la quema del palacio fue llevada a cabo por invasores provenientes del mar. Carl Blegen escribió: 

el camino que revela a los dorios debe reconocerse en las ruinas quemadas de los grandes palacios y de las ciudades más importantes que...fueron destruidas al final de Micénico IIIB.

Blegen sigue a Furumark en datar al IIIB entre 1300-1230 a. C. El mismo Blegen dató a la invasión doria en el 1200 a. C. Se han señalado otras posibles causas de estas destrucciones, como levantamientos internos y desastres naturales. Debe notarse que el poder Hitita en Anatolia se colapsó con la destrucción de su capital Hattusa y que las dinastías 19.ª y 20.ª de Egipto sufrieron invasiones de los Pueblos del Mar en esta época.

## Invasión por migración
Blegen admitió que en el período Submicénico, posterior a 1200 a. C. 

toda el área parece haber estado escasamente poblada...

Chadwick escribió más tarde: 

...¿dónde estaban los dorios durante el período micénico? y ¿por qué se contentaron con esperar entre bastidores hasta que llegó el momento propicio para su intervención?

Hasta el comienzo del período protogeométrico, hacia 1050 a. C., no se advierten cambios en la cultura material, como el hierro, nuevas armas, y cambios en las prácticas funerarias, desde los enterramientos grupales en las tumbas tholos, a los enterramientos individuales y la cremación. Estos cambios han sido asociados con la cultura de los dorios.
Se ha apuntado la posibilidad de que la civilización micénica entrase en decadencia y que los dorios se moviesen  gradualmente hacia el sur ocupando el vacío de poder así creado. Fue una época de grandes disturbios en el Mediterráneo Oriental (ver Pueblos del Mar) y de disrupción del comercio de larga distancia. Al mismo tiempo, hubo otros movimientos de población, tales como la colonización de las islas del Mar Egeo y de la costa oeste de Asia Menor.